# Edifici a la rambla d'Aragó, 5 (Lleida)
Edifici a la rambla d'Aragó, 5 és una obra de Lleida inclosa a l'Inventari del Patrimoni Arquitectònic de Catalunya.

## Descripció
Edifici de planta baixa i sis pisos, amb augment de volums en alçada, que respon a les lleis de l'urbanisme racionalista aliat a les normatives geomètriques i a l'aprofitament del sòl. Façana de composició simètrica, de parament continu i pla, amb obertures senzilles d'ordenació horitzontal i vertical. Arrebossat i pintat.

## Història
Té interès per ésser un dels primers edificis racionalistes a Lleida.